# 時報廣場
時報廣場，又譯為時代廣場，是美国纽约曼哈頓中城的一個商業中心，位於百老匯大道與第七大道會合處，範圍由西42街延至西47街。與相鄰的達菲廣場一起，時報廣場是一個弓形的空間。時報廣場的名稱源自《紐約時報》（New York Times）早期在此設立的總部大樓，中文譯名應該根據報社而譯為「時報廣場」，但因為翻寫名稱的時候，因為英文使用的關係，常把時報英文的字尾，當成廣場的英文字頭，所以漏掉了Times最後的s，故以英文「Time」误譯為「時代廣場」。

## 簡介
特指百老匯大道和第42街的交叉口，也是林肯公路的東部終點站，這是第一條橫跨美國的機動道路。
時報廣場在任何時候都有大量的發光廣告牌以及提供24小時服務的商家，夜間也燈火通明，亦被稱為「世界的十字路口、「宇宙的中心」和「世界的中心」。
時報廣場是世界上最繁忙的步行區之一，也是百老匯劇院區的中心和世界娛樂產業中心。 時代廣場是世界上訪問量最大的旅遊景點之一，估計每年吸引5000萬遊客。時報廣場-42街站一直是紐約市地鐵系統中最繁忙的車站，每天運送超過20萬名乘客。
時報廣場的前身是朗格爾廣場，1904年《紐約時報》將其總部遷至當時新建成的時報大廈，即現在的時報廣場一號後，時報廣場被重新命名。於1907年12月31日，每年除夕夜都會舉辦降球活動慶祝新年，每年持續吸引超過一百萬遊客到訪時報廣場。此外，在各種數字媒體平台上，全球觀眾達十億以上。

## 地理环境
时報广场作为一个城市广场并不是一个正方形；它的形状更接近于一个领结，两个三角形从第45街，即第七大道与百老汇相交的地方，大致向北和向南发散。该地区以西42街、西47街、第七大道和百老汇为界。百老汇斜着走，穿过1811年专员计划所规定的曼哈顿的水平和垂直街道网格，这个交叉点形成了时報广场的 "蝴蝶结 "形状。
时報广场是南部三角区的官方名称，在第45街以下，但北部三角区的官方名称是达菲广场。它在1937年被献给了第一次世界大战中纽约第69步兵团的牧师弗朗西斯-P-达菲神父，并且是他的纪念碑所在地。这里还有一座作曲家和艺人乔治-M-科恩的雕像，以及百老汇和非百老汇剧院的TKTS折扣票亭。

## 歷史

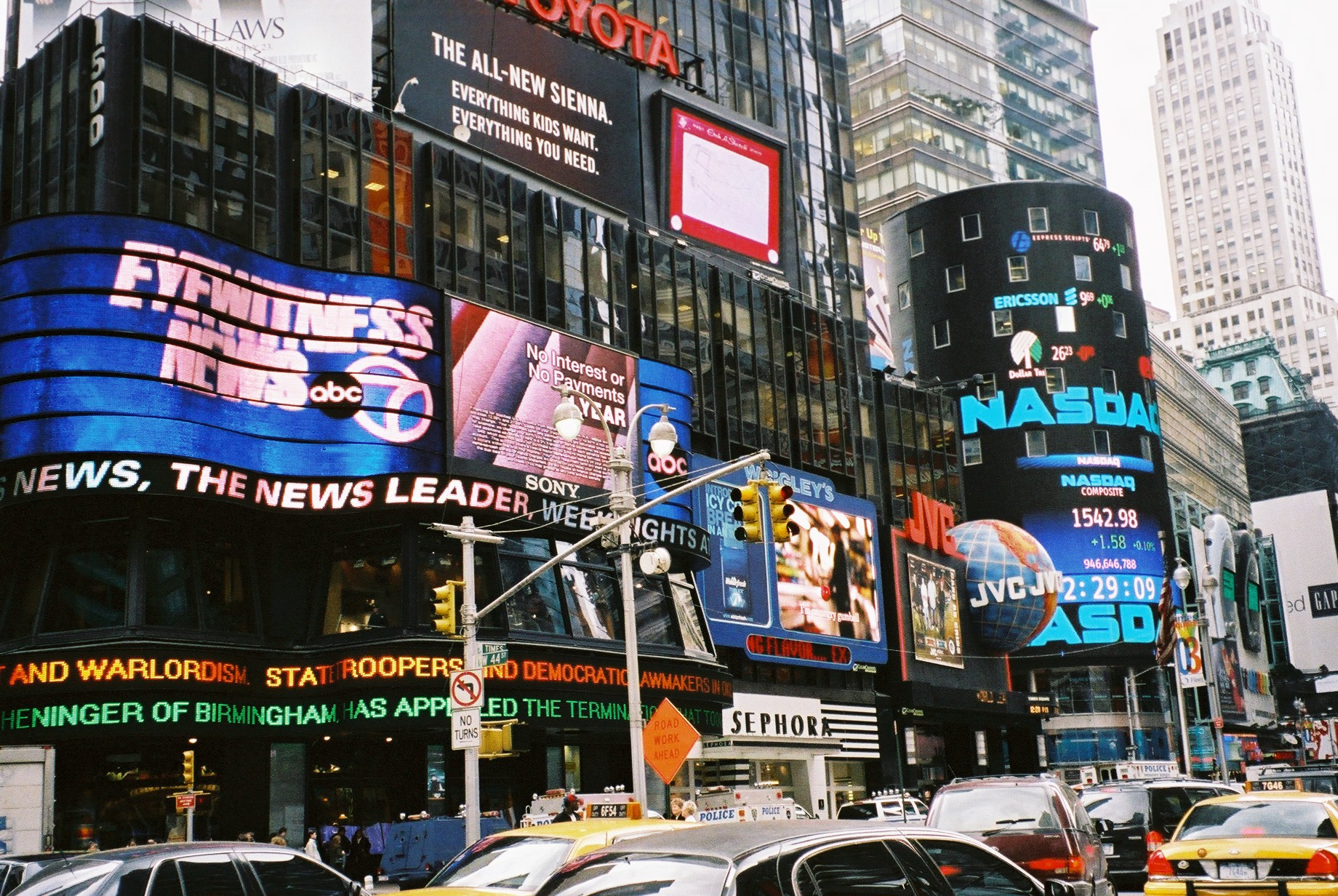
紐約時報廣場的一側

《紐約時報》發行人阿道夫·奧克斯將該報的總部遷到第四十二街，當時稱為朗埃克廣場（Longacre Square）上的一座新建大樓裏。奧克斯成功游說時任市長的小喬治·布林頓·麥克萊倫（George B. McClellan, Jr.）在當地設立地鐵站，並在1904年4月8日將朗埃克廣場正式更名為時報廣場。只在三星期後，第四十六街與百老匯交界的一間銀行的外牆，就出現了廣場上第一張廣告。
時報廣場快速發展成為聚集劇院、音樂廳、以及特色酒店的文化集中地。「時報廣場迅速成為了紐約的市集，一個人們聚集、等待、和慶祝大事的地方，無論是棒球世界大賽還是總統選舉的時候。」詹姆斯·特勞布（James Traub）在《魔鬼遊樂場：時報廣場利樂一世紀》（The Devil's Playground: A Century of Pleasure and Profit in Times Square）中寫道。歐文·柏林（Irving Berlin）、弗雷德·阿斯泰爾、查理·卓別林：這些都是1910年代和1920年代跟時報廣場有密切關係的名字。
隨著1930年代傳媒人戴蒙·魯尼恩（Damon Runyon）所著的故事集《紅男綠女》反映了這時的轉變。以後的數十年內，時報廣場被很多人視為危險的地帶。時報廣場繼而從1960年代到1990年代成為紐約市危險與敗壞的象徵。有很多題材黑暗而具影響力的電影，如《午夜牛郎》和等，其中不少情節都在時報廣場取景。而區內的不良電影院放映低級電影，更是等閒的事。

### 人行广场
2009年2月26日，市长迈克尔·布隆伯格宣布，从2009年阵亡将士纪念日开始，沿百老汇42街至47街的交通车道将暫時在地圖上抹除，试验至少在該年年底前改造成步行广场。海拉尔广场从第33街到第35街也采取了同样的措施。其目的是为了缓解整个市中心的交通拥堵。试验结果被密切监测，以确定该项目是否成功，是否应该延长。布隆伯格还表示，他相信封閉街道会减少污染，减少行人和车辆的事故，并帮助交通更顺畅，从而使纽约更适合居住。
人行广场项目最初遭到了当地企业的反对，他们认为将街道关闭给汽车使用会损害生意。 最初为行人提供的座椅是廉价的五颜六色的塑料草坪椅，是许多纽约人的娱乐来源；它们从广场改造开始一直持续到2009年8月14日，当时它们被艺术家Jason Peters隆重地捆绑在一起，被命名为“Now You See It, Now You Don't”，不久之后被更坚固的金属家具取代。.尽管该广场对该地区的交通产生了不同程度的影响，但对驾车者和行人的伤害减少了，在路上行走的行人减少了，时代广场的行人数量增加了。2010年2月11日，布隆伯格宣布，行人广场将成为永久性的广场。
市政府于2010年开始重建广场，聘请设计和景观公司Snøhetta用定制的花岗岩铺路和长椅永久取代百老汇的路面。到2013年12月，时代广场行人广场的第一阶段已经在广场的南端完成，为新年前夜的时代广场舞会提供了时间。该项目原定于2015年底完成，整个项目最终在2016年新年前夕完成。作为改造的一部分，还安装了一些安全护柱，以防止车辆在人行道上袭击或碰撞。2017年发生车辆撞击事件后，有人呼吁沿时代广场安装更多护柱。
时代广场的步行广场经常有被称为 "desnudas "的赤裸上身的妇女（胸部涂有颜色），以及化装的人物，他们通常会討要小费。2015年夏天，步行广场成为争议的来源，因为有大量关于赤裸上身的妇女和摆弄人物的投诉。尽管这些活动都不违法，反对者认为，賣藝者的存在不利于该地区的生活质量。 警察局长布拉顿和市长比尔-德布拉西奥呼吁拆除该广场，但曼哈顿区长盖尔-布鲁尔反对这一提议。2016年6月，开始在 "行人流动区 "工作，那里不允许任何人闲逛，以及 "活动区"，那里允许化装人物表演。

## 今日的時報廣場

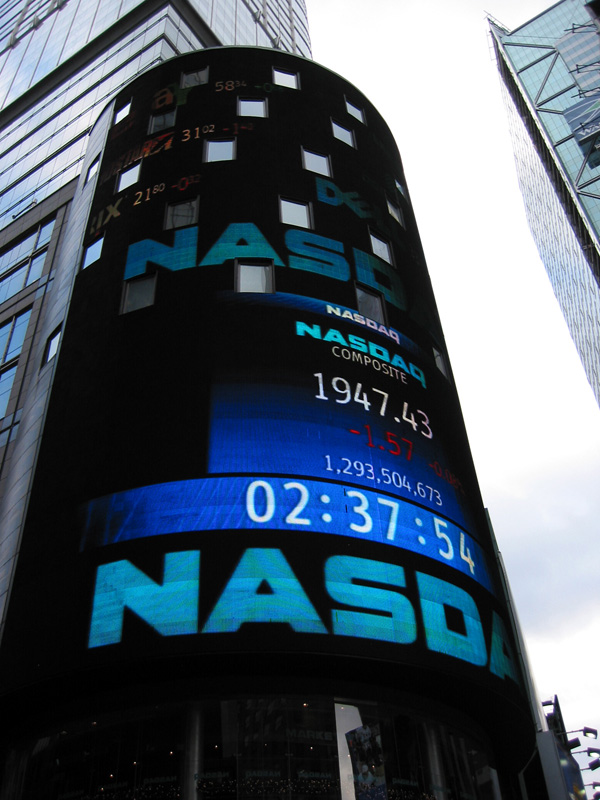
知名美國股票交易市場納斯達克的總部就設在廣場旁。

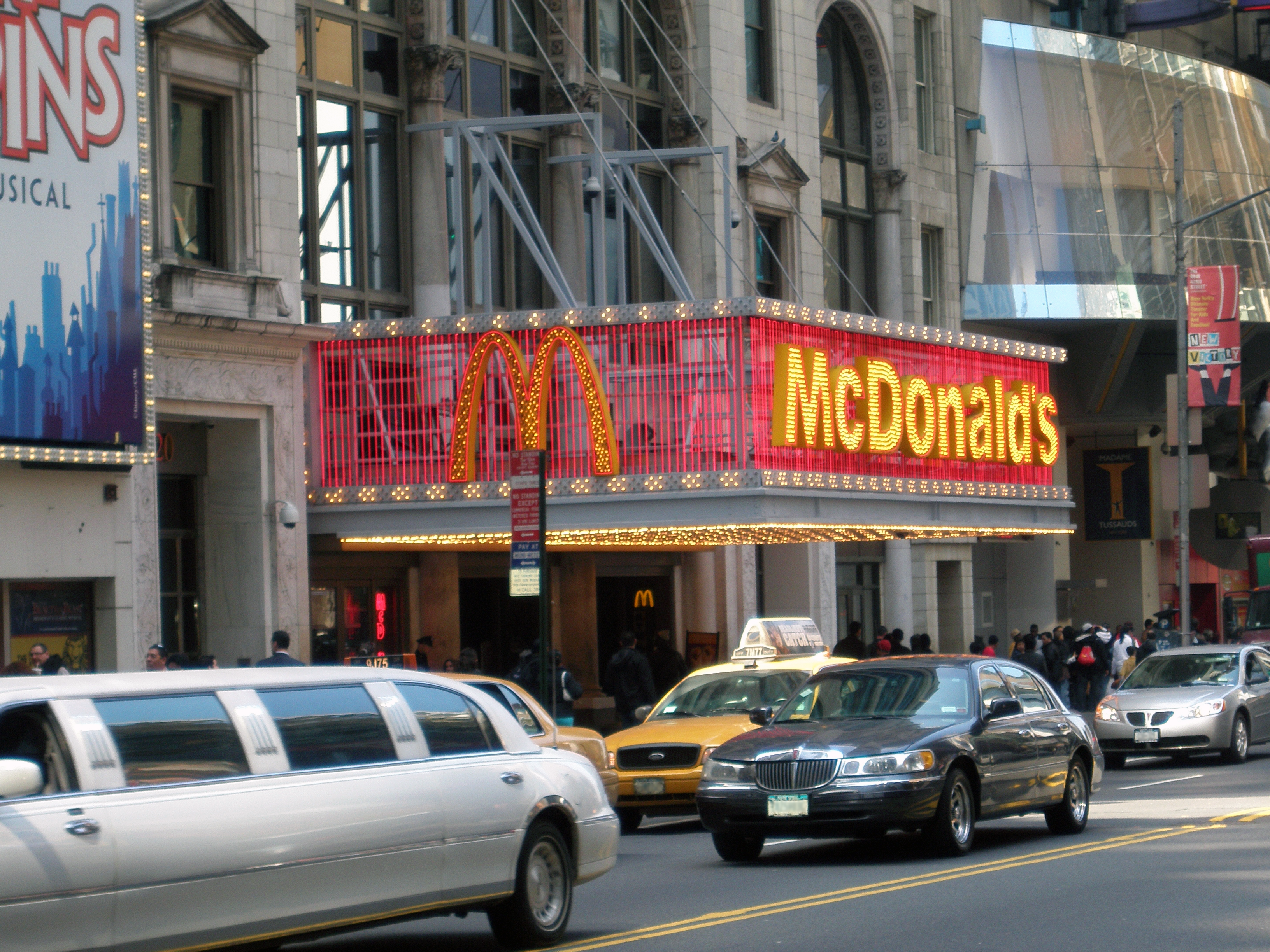
紐約時報廣場麥當勞

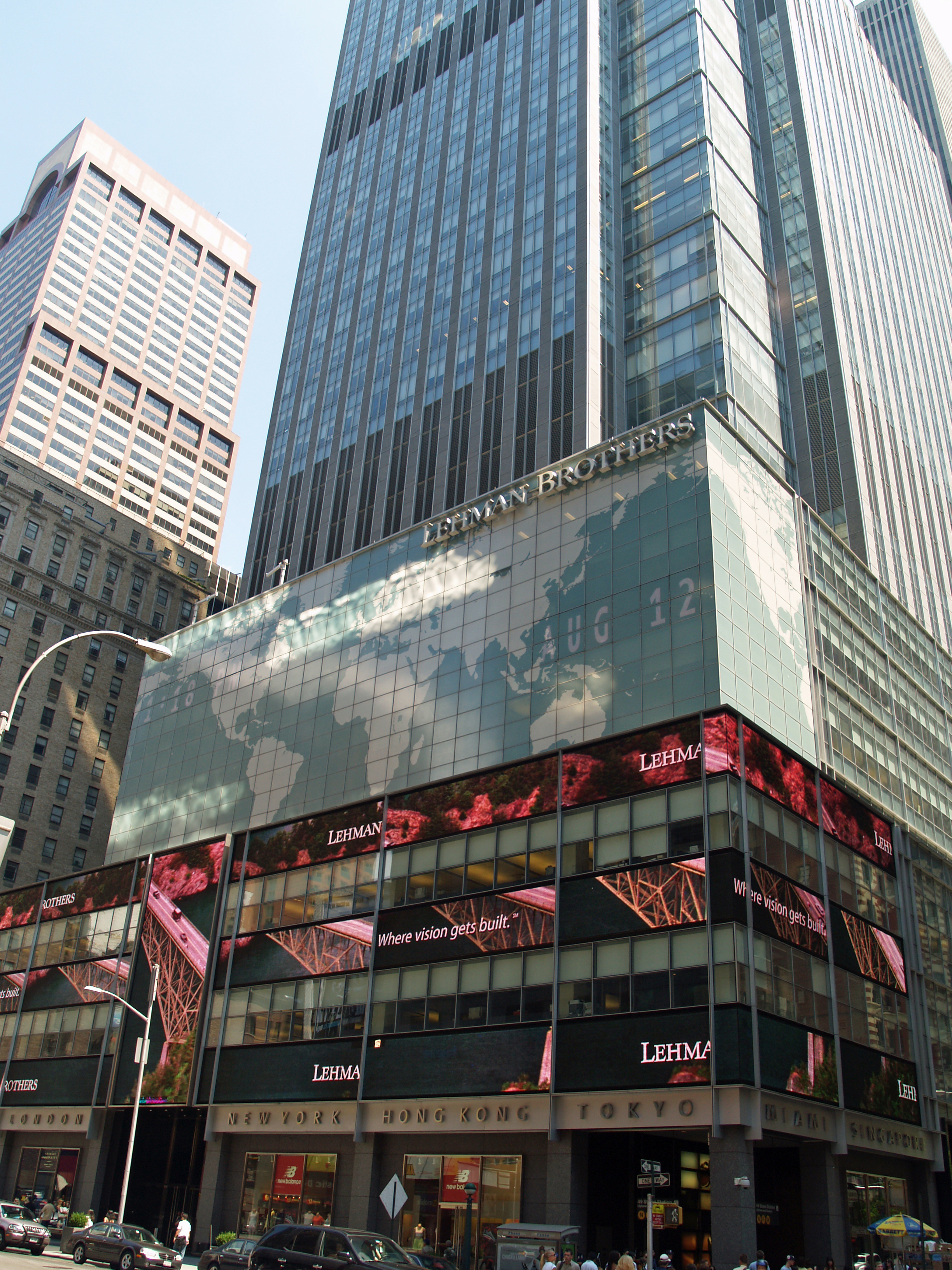
曾經設在廣場旁的雷曼兄弟總部，後由英國巴克萊銀行買下。

百老匯上的劇院、大量耀眼霓虹的電子看板、以及電視式的宣傳版，已經深入成為象徵紐約的標誌，反映曼哈頓強烈的都市特性。時報廣場是市內唯一在規劃法令內，要求業主「必須」懸掛亮眼宣傳版的地區。時報廣場宣傳版的密度，與拉斯維加斯可相比擬。
1992年時報廣場聯盟（Times Square Alliance，前稱「時報廣場改善營商區」，Times Square Business Improvement District，簡稱BID）成立，旨在透過團結當地企業的力量，改善該區的營商與衛生環境。時報廣場現在已經成為遊客熱點的集中地，包括美國廣播公司節目《早安美國》（Good Morning America）的直播現場、玩具反斗城和好時巧克力專門店，各式的異國美食餐廳，以及數間電影院。時報廣場也吸引了一些大規模的財金、出版、和媒體企業在該區設立總部。駐守的大批員警改善了當地的治安。獲得新生的時報廣場無疑更安全更被人接受，然而也有人指該區已經失去原來的光芒，被淨化為一個被「迪士尼化」的廣場。
眾多宣傳版中，其中一個著名的是位於時報廣場四座納斯達克交易所外的納斯達克標誌與股市行情表螢幕。螢幕用了3700萬美元製作，螢幕高達120呎（36.6米），於2000年1月揭幕啟用。光是租用這個位置，就花費納斯達克每年至少200萬美元。在廣告市場內這其實已經算是一個優惠的價格，因為廣告「出現」的次數遠超於其他類型的廣告所能達到的。
2002年，即將離任的市長魯迪·朱利安尼，在1月1日零時過後，監督接任市長迈克尔·布隆伯格的就職宣誓儀式。這是2001至2002年度新年慶典的一部分。當時有50萬人見證了這個時刻。由於紐約曾遭九一一襲擊事件，當時有多達7000名紐約市員警駐守廣場，是正常新年時警力的兩倍。

## 遊客数量
时代广场是全球游客最多的地方，每天有360,000名行人来访，每年超过1.31亿人次，五千萬名游客到訪。截至2013年，它的游客数量超过了全球每个迪士尼主题公园，在2012年3月至2013年2月期间有128,794,000名游客，而2012年佛罗里达州湾湖的华特迪士尼世界主题公园有126,479,000名。即使将居民排除在游客人数之外，时代广场也是世界上第二大旅游景点，仅次于拉斯维加斯大道。巨大的行人流量带来了48亿美元的年度零售、娱乐和酒店销售额，游客在纽约市每消费一美元，就有22美分在时代广场消费。

### 新年夜的庆祝活动
时代广场是每年除夕夜的降球地点。
自1913年起，《紐約時報》不再於時報廣場上的時報廣場一號辦公，但其總部仍然在該區內。那座大樓現在稱為時報廣場一座（舊稱：聯合化工大樓），更成為每年最後一天降球儀式的地點。降球儀式始於1907年12月31日，自此以後時報廣場更成為紐約市慶祝新年時的主要地點。當晚數以十萬計的人群都會聚集觀看由 Waterford Crystal 出品的水晶球從高處降到地面，象徵新一年的開始。這取代了之前（1904年12月31日到1907年1月1日）市政府因有火灾的危险而取締的大型煙火匯演。从1908年开始，在此后的80多年里，时代广场的招牌制造商阿特卡夫-施特劳斯负责降球。在第二次世界大戰期間，由於戰時燈光管制，儀式被暫時簡化為一分鐘靜默，隨即播放教堂鐘聲的錄音。今天，倒数娱乐公司和时代广场一号公司与时代广场联盟一起处理新年前夜的活动。一个新的节能LED球在2008年到来时首次亮相，这一年是时代广场降球的一百周年。2008-09年的球更大，已经成为一个永久性的装置，作为全年的景点，在情人节和万圣节等日子里被用于庆祝活动。
大约100万狂欢者挤满了时代广场的除夕庆祝活动，是该地区通常每天接待的游客数量的两倍多。然而，在1999年12月31日的千禧年庆祝活动中，公开报道称约有200万人涌入时代广场，从第六大道流向第八大道，又从百老汇和第七大道流向第59街，这是自1945年8月纪念第二次世界大战结束的庆祝活动以来时代广场最大的一次聚会。除夕夜的庆祝活动通常由成千上万的警察监督。铝制障碍物被竖起来以容纳观众；在2020年有一百万人参加的庆祝活动中，从第38街到第59街以及从第六大道到第八大道都竖起了障碍物。通常，庆祝活动会产生大量的垃圾。纽约市环卫局估计，到2014年元旦上午8点，它已经从新年庆祝活动中清理了超过50短吨（45长吨；45吨）的垃圾，使用了190名来自其工作人员和时代广场联盟的工人。

### COVID-19的影响
2020年期间，COVID-19大流行病在纽约市的发生，减少了前往时代广场的人数。2020年底，每天约有108,000名行人到访时代广场，而大流行之前有380,000人。从2020年3月到10月，该地区的46家酒店中有26家关闭，151家商店中有39家关闭，162家餐館中有84家关闭。时代广场在2021年元旦期间对公众关闭，观察员被分散到8乘8英尺（2.4乘2.4米）的围栏中。

## 著名地標
公司總部
以下為在時報廣場設立總部或分部的公司：
| - 六面旗 - 康得納斯出版公司 - 鑽石管理與技術顧問（Diamond Management & Technology Consultants） - 安永會計師事務所 - Instinet - 雷曼兄弟 - 摩根史坦利 | - 貝恩策略顧問 - MTV電視網 - 紐約時報 - 世達律師事務所 - 路透社 - 必百瑞（Pillsbury Winthrop Shaw Pittman LLP） - 維亞康姆 |

設施
- 時報廣場攝影棚
- One Astor Plaza（MTV紐約攝影棚）
- 麥當勞時報廣場分店
- TKTS（百老匯音樂劇售票亭）
- 雪佛蘭鐘（映在電子螢幕上的類比鐘）

廣告看板
時報廣場是藝術和商業聚集的地方，街道上充斥的許多炫麗的廣告招牌，以吸引路人的目光。
| - 可口可樂看板 - 國際牌 Astrovision - 百威啤酒 - 維珍手機看板 |

- 三星電子
- HSBC香港上海滙豐銀行
- TOSHIBA

近年来也吸引了众多中国企业及机构的注意，并在此处投放广告以及形象片。一些特別的廣告及形象片如下：

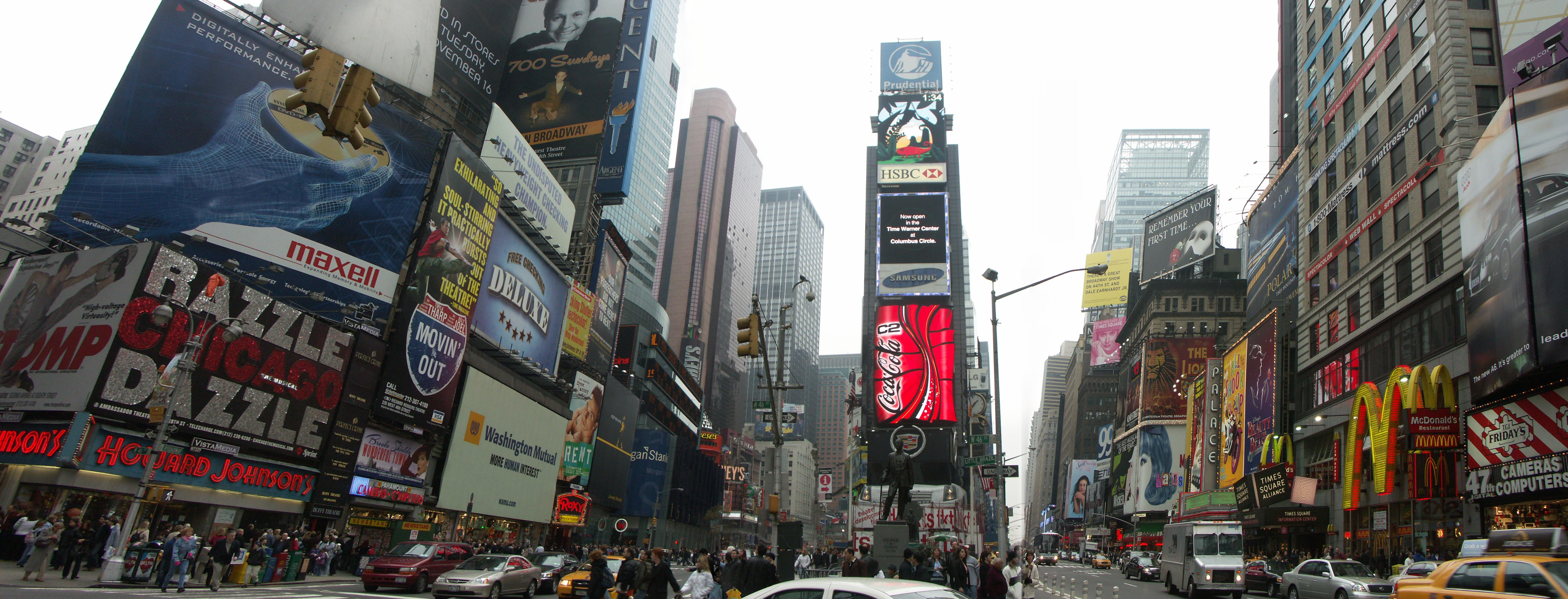
時報廣場全景照片

| - 中国国家形象广告“人物篇” - 中国世界文化遗产形象片 - 上海、成都、苏州等城市形象片 | - 中国人民大学形象片 - 银联品牌形象片 |

## 時報廣場的影響
由於時報廣場的高知名度，世界上不少著名城市的都有商場或建築物取名為「時報廣場」（英文同樣是Times Square）：
- 日本高島屋在新宿車站旁的分店，高島屋時報廣場（Takashimaya Times Square）。
- 香港銅鑼灣時代廣場
- 吉隆坡成功時代廣場
- 檳島時代廣場

中國大陸亦有下列命名爲時代廣場。例如：
| - 廣州時廣場 - 大連時廣場 - 成都時廣場 - 湛江時廣場 - 廊坊時廣場 - 大慶時廣場 - 蘇州圆融时代广场 | - 大上海时代广场 - 溫州時廣場 - 宜昌時廣場 - 西湖時廣場 - 威海時廣場 - 定州時廣場 - 余姚時廣場 | - 新疆世纪金花時廣場 - 南昌時廣場 - 汕頭時廣場 - 重慶時廣場 - 溫嶺時廣場 - 瑞安市時廣場 | - 樂清時廣場 - 永年時廣場 - 武漢時廣場 - 濟南時廣場 - 鄂爾多斯時廣場 - 太倉時廣場 - 揚州時广场 |

其他大城市也有其時代廣場例如：倫敦、新加坡、台北等。

## 外部連結
（英文）
- 時報廣場網路攝影機 （页面存档备份，存于）
- 時報廣場網站 （页面存档备份，存于）
- 時報廣場旅遊資訊
- 時報廣場聯盟 （页面存档备份，存于）

- 360度全景照片 （页面存档备份，存于）
- Google Map 時報廣場的街景 （页面存档备份，存于）